# Ľudovít Kubáni
Ľudovít Kubáni, né le 16 octobre 1830 à Horné Zahorany et mort le 30 novembre 1869 à Rimavské Brezovo, est un poète, prosateur, critique littéraire et dramaturge slovaque.

## Biographie
Né dans une famille d'enseignants, il est le fils de Samuel Kubáni et de son épouse Barbora née Droppová. Il passe son enfance à Drienčany. Il fait ses études à Poprad, Miskolc, Ožďany, et les poursuit à Levoča. Avant de pouvoir poursuivre ses études, il a dû trouver les fonds nécessaires pour les financer et a ainsi commencé à travailler. Il a d'abord été fonctionnaire dans une verrerie à Zlatna (aujourd'hui České Brezovo), puis au greffe de Rimavské Brezovo et de Rimavská Sobota. Durant cette période, il a rencontré plusieurs écrivains et personnalités culturelles ou politiques slovaques, tels que Pavol Dobšinský, Štefan Marko Daxner (sk) ou Ján Botto (sk). Il a aussi publié la revue manuscrite Hodiny zábavy et a contribué à d'autres revues. 
En 1855, il devient notaire à Bátka, un an plus tard clerc à Rimavské Brezovo, et un peu plus tard à Rožňava. En 1867, il se retrouve au chômage et, avec sa famille nombreuse, dépend de l'aide de bienfaiteurs jusqu'à ce qu'il obtienne enfin un poste dans un cabinet d'avocats. Il meurt tragiquement et subitement en jouant aux cartes, poignardé en plein cœur par son compagnon de jeu, son beau-frère et parrain, le pasteur évangélique Andrej Antalík.

## Œuvres
- 1855 : Blíženci, nouvelle
- 1860 : Hlad a láska
- 1860 : Čierne a biele šaty
- 1860 : Mendík, nouvelle
- 1861 : Pseudo-Zamojski
- 1861 : Drahým priateľom Makovickému a Nemessáyimu, poésie
- 1862 : Apoteózis rumov
- 1862 : Deň 6. a 7. junia roku 1861 v Turčianskom Sv. Martine, poème allégorique
- 1868 : Traja sokoli, drame en vers (publié en 1905)
- 1869 : Radziwillovna, légende en vers
- 1870 : Emigranti
- 1872 : Valgatha, légende historique (inachevée, seule la première partie est connue)
- 1873 : Suplikant, nouvelle